# Ōnan (Shimane)
Ōnan (邑南町 Ōnan-chō?) es un pueblo localizado en la prefectura de Shimane, Japón. En junio de 2019 tenía una población estimada de 10.409 habitantes y una densidad de población de 24,8 personas por km². Su área total es de 419,29 km².

## Geografía

### Localidades circundantes
- Prefectura de Shimane
  - Hamada
  - Gōtsu
  - Kawamoto
  - Misato
- Prefectura de Hiroshima
  - Miyoshi
  - Akitakata
  - Kitahiroshima

## Demografía
Según los datos del censo japonés, esta es la población de Ōnan en los últimos años.
| Año del censo | Población |
| ------------- | --------- |
| 1995          | 14.456    |
| 2000          | 13.866    |
| 2005          | 12.944    |
| 2010          | 11.959    |
| 2015          | 11.101    |